# Orthemis levis
Orthemis levis is een libellensoort uit de familie van de korenbouten (Libellulidae), onderorde echte libellen (Anisoptera).
De wetenschappelijke naam Orthemis levis is voor het eerst geldig gepubliceerd in 1906 door Calvert.